# Pittosporum reflexisepalum
Pittosporum reflexisepalum är en tvåhjärtbladig växtart som beskrevs av Cheng Yih Wu. Pittosporum reflexisepalum ingår i släktet Pittosporum och familjen Pittosporaceae. Inga underarter finns listade.